# Cochlospermum vitifolium
Cochlospermum vitifolium är en tvåhjärtbladig växtart som först beskrevs av Carl Ludwig von Willdenow, och fick sitt nu gällande namn av Spreng.. Cochlospermum vitifolium ingår i släktet Cochlospermum och familjen Cochlospermaceae. Inga underarter finns listade i Catalogue of Life.

## Bildgalleri

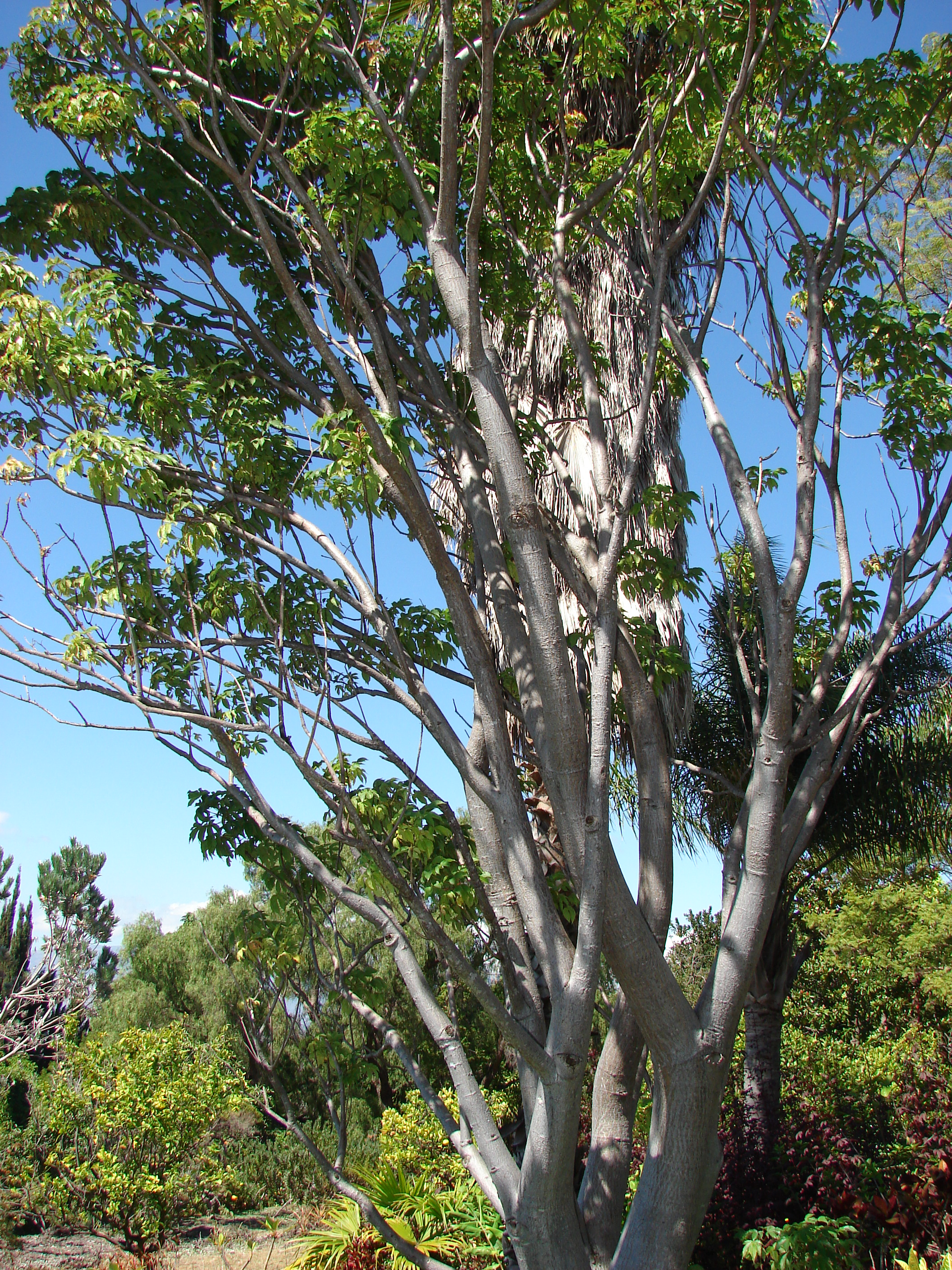
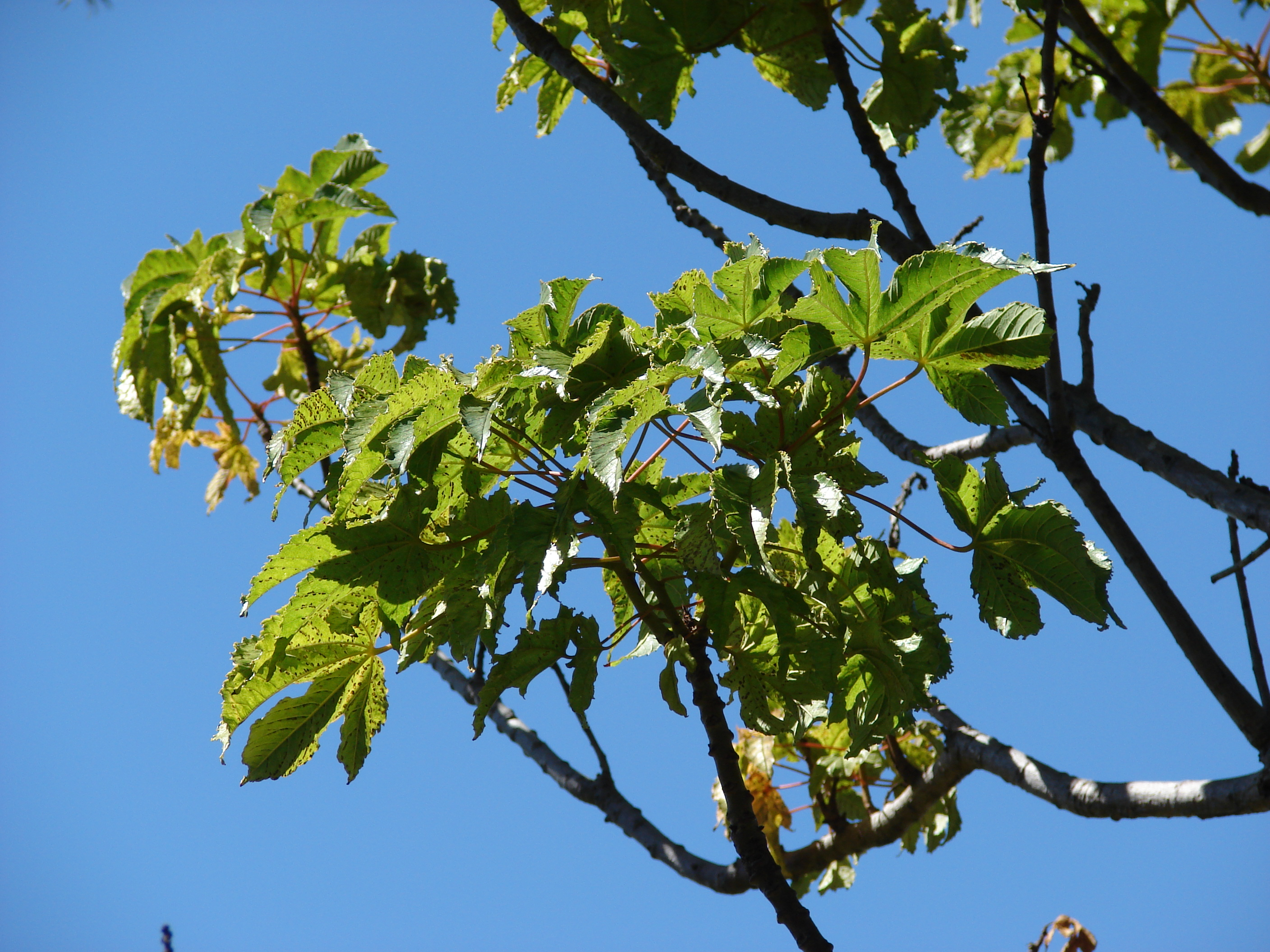